# Byttneria vitifolia
Byttneria vitifolia är en malvaväxtart som beskrevs av Henri Ernest Baillon. Byttneria vitifolia ingår i släktet Byttneria och familjen malvaväxter. Inga underarter finns listade i Catalogue of Life.